# Ginnastica ai Giochi della XXVIII Olimpiade - Volteggio maschile

## Finale
| Posiz | Ginnasta                   | #     | Valore Partenza | Svizzera (bandiera) | Giappone (bandiera) | Venezuela (bandiera) | Italia (bandiera) | Portogallo (bandiera) | Porto Rico (bandiera) | Penalità | Media | Totale |
| ----- | -------------------------- | ----- | --------------- | ------------------- | ------------------- | -------------------- | ----------------- | --------------------- | --------------------- | -------- | ----- | ------ |
|       | Gervasio Deferr Spagna     | 1     | 9.90            | 9.65                | 9.65                | 9.75                 | 9.70              | 9.70                  | 9.70                  | —        | 9.687 | 9.737  |
| 2     | Gervasio Deferr Spagna     | 9.90  | 9.70            | 9.75                | 9.80                | 9.80                 | 9.80              | 9.80                  | —                     | 9.787    |       | 9.737  |
|       | Evgeni Sapronenko Lettonia | 1     | 10.00           | 9.70                | 9.75                | 9.65                 | 9.70              | 9.75                  | 9.70                  | —        | 9.712 | 9.706  |
| 2     | Evgeni Sapronenko Lettonia | 10.00 | 9.70            | 9.75                | 9.70                | 9.70                 | 9.70              | 9.70                  | —                     | 9.700    |       | 9.706  |
|       | Marian Drăgulescu Romania  | 1     | 10.00           | 9.90                | 9.90                | 9.90                 | 9.95              | 9.90                  | 9.85                  | —        | 9.900 | 9.612  |
| 2     | Marian Drăgulescu Romania  | 10.00 | 9.00            | 9.10                | 9.50                | 9.25                 | 9.50              | 9.45                  | —                     | 9.325    |       | 9.612  |
| 4     | Kyle Shewfelt Canada       | 1     | 9.90            | 9.65                | 9.70                | 9.70                 | 9.75              | 9.65                  | 9.70                  | —        | 9.687 | 9.599  |
| 4     | Kyle Shewfelt Canada       | 2     | 9.90            | 9.50                | 9.45                | 9.55                 | 9.55              | 9.45                  | 9.55                  | —        | 9.512 | 9.599  |
| 5     | Filip Yanev Bulgaria       | 1     | 9.90            | 9.65                | 9.60                | 9.65                 | 9.60              | 9.55                  | 9.65                  | —        | 9.625 | 9.581  |
| 5     | Filip Yanev Bulgaria       | 2     | 9.90            | 9.55                | 9.55                | 9.55                 | 9.50              | 9.55                  | 9.50                  | —        | 9.537 | 9.581  |
| 6     | Robert Gal Ungheria        | 1     | 9.90            | 9.50                | 9.65                | 9.40                 | 9.50              | 9.55                  | 9.55                  | —        | 9.525 | 9.537  |
| 6     | Robert Gal Ungheria        | 2     | 9.90            | 9.55                | 9.55                | 9.55                 | 9.60              | 9.50                  | 9.55                  | —        | 9.550 | 9.537  |
| 7     | Li Xiaopeng Cina           | 1     | 9.90            | 8.90                | 9.15                | 9.10                 | 9.00              | 9.10                  | 9.10                  | —        | 9.075 | 9.368  |
| 7     | Li Xiaopeng Cina           | 2     | 9.90            | 9.65                | 9.70                | 9.65                 | 9.70              | 9.65                  | 9.65                  | —        | 9.662 | 9.368  |
| 8     | Alexei Bondarenko Russia   | 1     | 10.00           | 9.00                | 9.20                | 9.35                 | 9.00              | 9.00                  | 9.20                  | —        | 9.100 | 4.550  |
| 8     | Alexei Bondarenko Russia   | 2     | 10.00           | 0.00                | 0.00                | 0.00                 | 0.00              | 0.00                  | 0.00                  | —        | 0.000 | 4.550  |